# Laissaud
Laissaud település Franciaországban, Savoie megyében. Lakosainak száma 752 fő (2022. január 1.). Laissaud Saint-Maximin, Chapareillan, Pontcharra, La Chapelle-Blanche, Les Mollettes, Sainte-Hélène-du-Lac és Porte-de-Savoie községekkel határos.

## Népesség
A település népességének változása:
| Lakosok száma | 659  | 660  | 674  | 671  | 679  | 687  | 709  | 730  | 752  |
|               | 2013 | 2015 | 2016 | 2017 | 2018 | 2019 | 2020 | 2021 | 2022 |